# Sam's Boy
Sam's Boy er en britisk stumfilm fra 1922 af Manning Haynes.

## Medvirkende
- Johnny Butt som Hart
- Tom Coventry som Sam Brown
- Bobbie Rudd som Billy Jones
- Charles Ashton som Harry Green
- Toby Cooper som Charlie Legge
- Mary Braithwaite som Mrs. Hunt